# لی سنگ وی
لی سنگ وی (انگلیسی: Lee Seng Wee; ۴ آوریل ۱۹۳۰ – ۷ اوت ۲۰۱۵) کارآفرین و سرمایه‌دار اهل سنگاپور بود.